# Чалъкова чешма
Чалъкова чешма – с това име в град Копривщица са наречени няколко чешми съградени от членове на Чалъковия род, произхождащ от града.
Най-старият източник за вода е построен от Нешо Тодоров Чалъков, в непосредствена близост със старата семейна къща, намираща се срещуположно на Десьовската къща.Чешмата е строена през 1825 година и е преименувана по-късно на Десьовска, на името на Теодораки Десьоолу. В плитката ниша в характерния бароков стил се намира друга (пезул), предназначена за черпака, с който се пие вода. Трите нива на тази ниша са украсени с въжеобразни фризове. Най-отдолу е поставено дренажно корито, предназначено са водопой на добитъка. Централни орнаменти от украсата на чешмата са вдълбаните в камъка четири Соломонови печата. Източника сей е изграден от андезит, а паметния надпис – от бял, полиран мрамор.
Втората чешма градена през 1826 г. се намира в двора на Чалъковата къща и има украса от стилизирани кипариси. Кипарисът е важен елемент от украсата на каменните фасади. Символизира справедливостта, предопределението, а в някои случаи и скръбта по мъртвите. 
Трета чешма, на името на чалъковия род е построена през 1828 г. в двора на Азманската къща, собственост по това време на Нешо Тодоров Чалъков.
Чалъкова чешма се нарича и другата построена от Вълко Чалъков през 1840 г. Тя се намира в близост до Калъчевия мост и е срещу построения от същия ктитор и носещ неговото име Чалъков мост над Бяла река. Градежа е подновен през 1930 г. от Васил Главчов и е наразделна част от архитектурния ансамбъл „Първа пушка“.

## Галерия
- Занаятчийските работилници
- Чалъков мост
- Калъчев мост
- Ограден дувар на Кантарджийската къща
- Нешо-Чалъкова чешма